# Лавентиль
Лавентиль (англ. Laventille) — город и административный центр региона Сан-Хуан — Лавентиль на северо-западе острова Тринидад в Тринидаде и Тобаго.

## История
По одной из версий, название городу дали испанцы, в честь господствующих здесь восточных ветров, напоминающих им Леванте. По другой, название происходит от французского La Ventaille, также отсылающее к ветру.
Город был построен в 1840-х годах освобождёнными рабами.

## География
Город непосредственно граничит с столицей страны Порт-оф-Спейн.

## Население
По данным на 9 января 2011 года в городе проживали 11311 человек: мужчин — 5504, женщин — 5807.
На 15 мая 2000 года население составляло 10576 человек.